# Velaux
Velaux ist eine französische Gemeinde mit 8827 Einwohnern (Stand 1. Januar 2022) im Département Bouches-du-Rhône in der Region Provence-Alpes-Côte d’Azur.

## Geografie
Velaux liegt 20 Kilometer westlich von Aix-en-Provence, 17 Kilometer südlich von Salon-de-Provence und 35 Kilometer nordwestlich von Marseille im Tal des Flusses Arc.

## Bevölkerungsentwicklung
| Jahr                       | 1962 | 1968 | 1975 | 1982 | 1990 | 1999 | 2007 | 2017 |
| Einwohner                  | 1360 | 1690 | 2638 | 5447 | 7265 | 7603 | 8305 | 8689 |
| Quellen: Cassini und INSEE |      |      |      |      |      |      |      |      |

## Wappen
Blasonierung: „In Gold ein roter Stier auf grünem gewölbten Schildfuß.“

## Verkehr
Velaux liegt in unmittelbarer Nähe zur Einmündung der Autobahn A8 in die A7 (Autoroute du Soleil). Es liegt an der Bahnstrecke Rognac-Aix. Der Bahnhof ist jedoch nicht mehr in Betrieb.

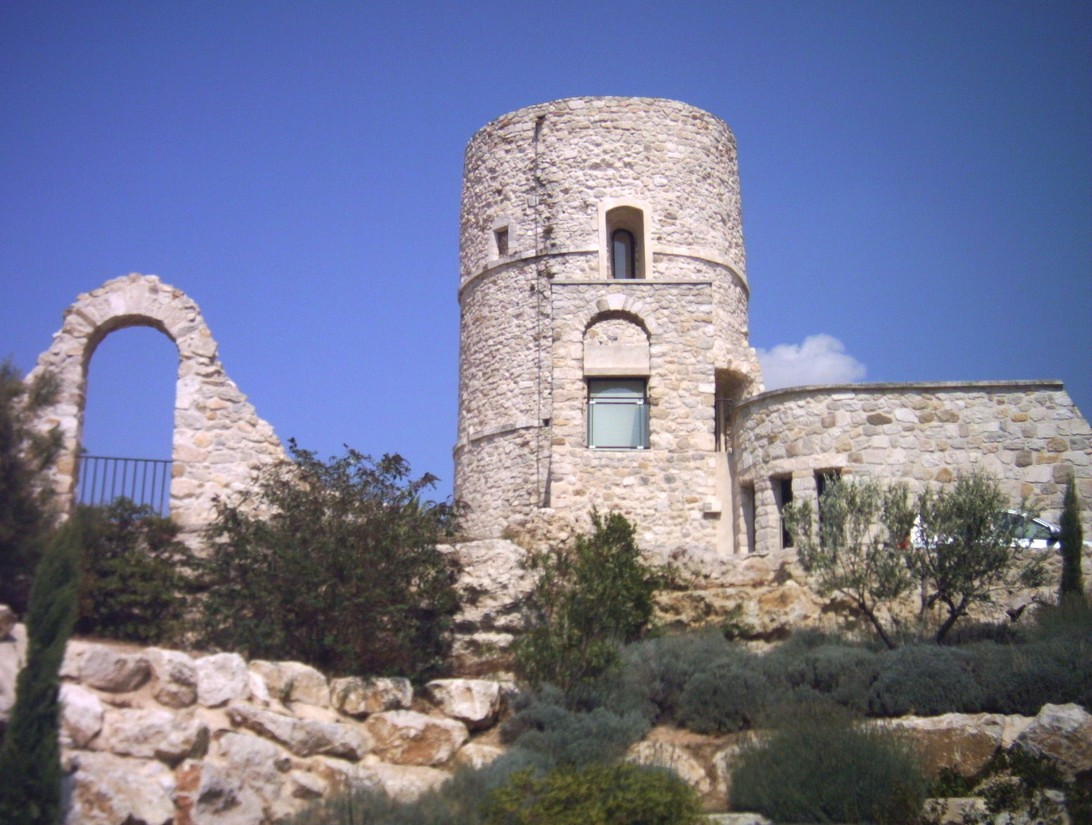
Blick auf den alten, restaurierten Dorfkern
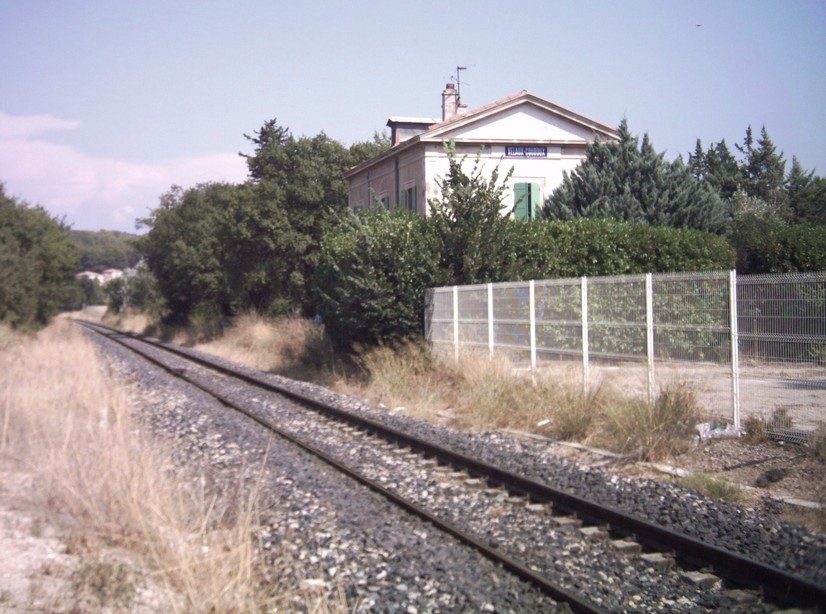
Bahnhof Velaux

## Persönlichkeiten
- Jean Frédéric Bernard (1680–1744), Buchhändler, Autor, Übersetzer, Drucker und Verleger